# Constitution soviétique de 1936
Pour les articles homonymes, voir Staline (homonymie).
 (mai 2012).
Si vous disposez d'ouvrages ou d'articles de référence ou si vous connaissez des sites web de qualité traitant du thème abordé ici, merci de compléter l'article en donnant les références utiles à sa vérifiabilité et en les liant à la section « Notes et références ».

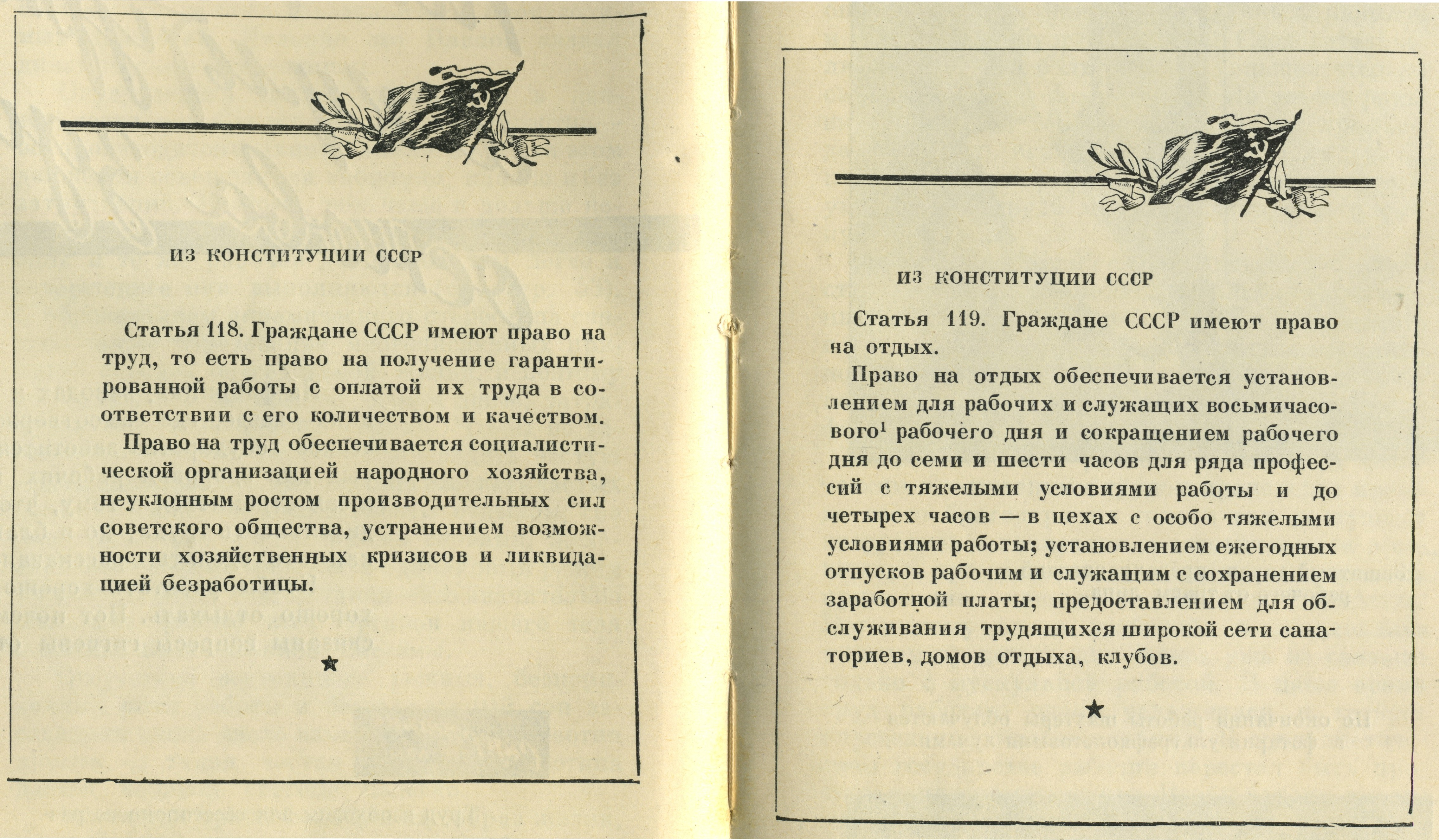
Articles 118 et 119 de la Constitution soviétique de 1936, en russe.

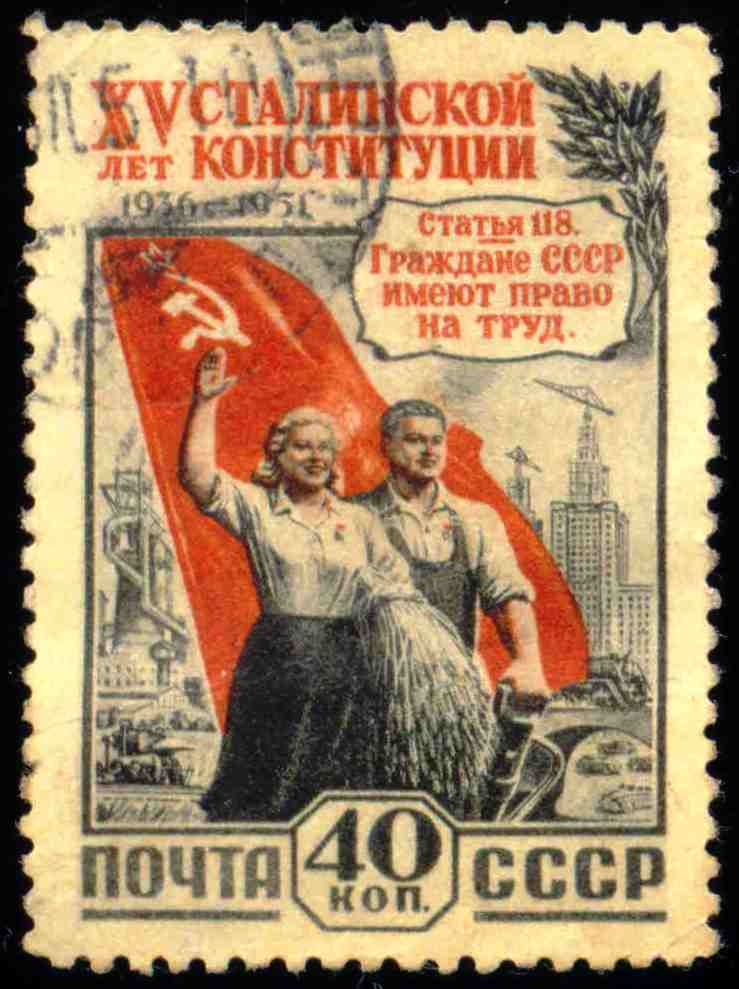
Timbre soviétique du de la Constitution soviétique de 1936.

La Constitution soviétique de 1936, adoptée le 5 décembre 1936 par le huitième Congrès des Soviets, et aussi connue sous le nom de « Constitution Staline », redéfinit le gouvernement de l'Union des républiques socialistes soviétiques.
Elle remplace la Constitution soviétique de 1923. Des trois constitutions soviétiques, celle de 1936 fut la plus longtemps en vigueur. Elle fut remplacée par la Constitution soviétique de 1977.

## Description
La Constitution soviétique de 1936 supprima les restrictions de vote et ajouta le suffrage universel direct aux droits garantis par la constitution précédente. En outre, la constitution reconnut les droits collectifs sociaux et économiques, non reconnus par les constitutions des pays capitalistes à cette époque, parmi lesquels les droits au travail, au repos et au loisir, la protection de la santé, le soin aux personnes âgées ou malades, le droit au logement, à l'éducation et aux bénéfices culturels. La constitution permit aussi l'élection directe de tous les corps gouvernementaux et leur réorganisation en un système unique et uniforme.
Malgré cette constitution libérale, les droits de l'homme ne sont pas respectés. Toute la période stalinienne reste marquée par les crimes de masse. La Grande Terreur stalinienne commença par exemple concomitamment à l'adoption de cette constitution et se termina en 1938. 
La Constitution de 1936 changea le Congrès des Soviets en « Soviet suprême de l'Union des républiques socialistes soviétiques ». Désormais, le Soviet suprême comprenait deux chambres : le Soviet de l'Union et le Soviet des nationalités. La constitution accrut les pouvoirs du Soviet suprême, lui permettant d'élire des commissions, ce qui constitua la majeure partie de son travail. Succédant au Comité central exécutif du Soviet suprême, le Præsidium exerçait les pleins pouvoirs entre les sessions, et avait le droit d'interpréter les lois. Le président du Presidium devint le chef d'État titulaire. Le Conseil des commissaires du peuple (le Sovnarkom, connu après 1946 comme le Conseil des ministres) continuait d'agir en tant que bras exécutif du gouvernement.

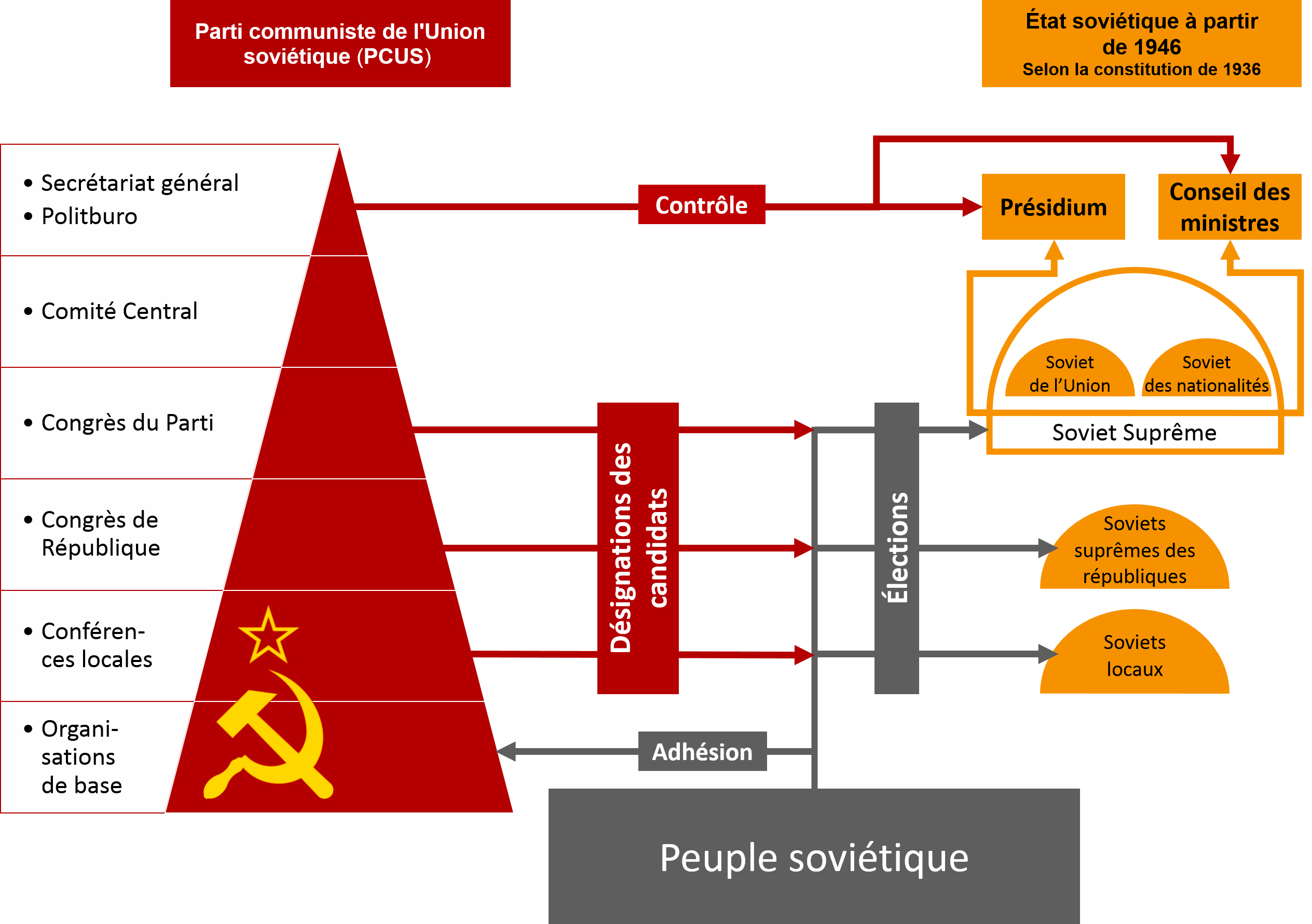
Schéma simplifié de l'organisation politique de l'URSS à partir de 1946 (en 1946, le Conseil des ministres remplace le Conseil des commissaires du Peuple).

## Révisions
La Constitution de 1936 a fait l'objet d'une total de 43 révisions, concernant notamment la liste des républiques (article 13, où est rajouté par la loi du 7 août 1940 les républiques d'Estonie, de Lettonie, de Lituanie, de Moldavie et carélo-finnoise), les listes des régions autonomes (articles 22 à 29), les listes d'attribution des différentes institutions (articles 14, 49, 60 et 68) ou la composition du Conseil des commissaires du peuple (article 70, modifié 22 fois).